# Jules Henriet
Pour les articles homonymes, voir Henriet.
Jules Henriet  est un footballeur belge né le 13 février 1918 à Gosselies (Belgique) et mort le 27 novembre 1997.
Il a évolué comme milieu de terrain puis défenseur au Sporting Charleroi et en équipe de Belgique. Il joue 15 matches avec les Diables rouges de 1940 à 1949. 
Il termine sa carrière comme entraîneur-joueur au RAEC Mons de 1956 à 1959.

## Palmarès
- International belge de 1940 à 1949 (15 sélections)
- première sélection : le 17 mars 1940, Belgique-Pays-Bas, 7-1.